# Lars Wahlund
Lars Wahlund, född 1957, är sedan hösten 2018 Sveriges ambassadör i Irland. Han har tidigare varit ambassadör i Kosovo, Albanien och den del av Makedonien som tidigare tillhörde Jugoslavien, samt Ankara, Turkiet. . På 1990-talets början var han stationerad i Moçambique. 
Lars Wahlunds far Bo Wahlund (1915-1981) var 1954-1981 kyrkoherde i dåvarande Floda församling, Strängnäs stift och sedermera även kontraktsprost i dåvarande Oppunda kontrakt. Lars Wahlund blev jur.kand. vid Uppsala universitet, där han också undervisat i rättshistoria. Han har också läst idé- och lärdomshistoria.